# Shaquill Sno
Shaquill Sno (Amsterdam, 5 januari 1996) is een Nederlands voetballer die doorgaans als rechter verdediger speelt.

## Clubcarrière

### AFC Ajax
Sno debuteerde op 11 november 2013 in het betaald voetbal voor Jong Ajax in de Jupiler League tegen De Graafschap. Hij viel na 63 minuten in voor Kenny Tete. Jong Ajax verloor in eigen huis met 1-2 na doelpunten van Piotr Parzyszek en Anco Jansen. Enkel Sam Hendriks was trefzeker voor Jong Ajax. Medio 2015 moest hij weg bij Ajax.

### Almere City
Nadat hij een periode zonder club zat, sloot Sno begin 2017 aan bij Almere City FC. Hij zat enkele keren op de bank bij het eerste team maar speelde bij Jong Almere City in de Derde divisie (za.).

### Telstar
Op 6 juni 2017 werd Shaquill Sno gepresenteerd bij de Jupiler League-club uit Velsen Zuid. Hij sluit aan op amateurbasis. Sno werd al snel een vaste waarde en werd gecontracteerd door de club uit Velsen. In februari 2020 maakte hij een transfer naar Aalesunds FK in Noorwegen. Hier kwam hij landgenoot Daan Klinkenberg tegen.

### Lokomotiv Plovdiv
Van medio 2021 tot begin 2022 speelde Sno in Bulgarije voor Lokomotiv Plovdiv.

## Interlandcarrière

### Nederland –15
Op 16 november 2010 debuteerde Sno voor Nederland onder 15 in een vriendschappelijke wedstrijd tegen België onder 15 die met 2-0 werd gewonnen. Sno begon in de basis en werd in de 69e minuut vervangen door Suently Alberto.
| Interlands van Shaquill Sno Nederland -15 | Interlands van Shaquill Sno Nederland -15 | Interlands van Shaquill Sno Nederland -15 | Interlands van Shaquill Sno Nederland -15 | Interlands van Shaquill Sno Nederland -15 | Interlands van Shaquill Sno Nederland -15 |
| №                                         | Datum                                     | Wedstrijd                                 | Uitslag                                   | Soort Wedstrijd                           | Doelpunten                                |
| Als speler bij AFC Ajax                   | Als speler bij AFC Ajax                   | Als speler bij AFC Ajax                   | Als speler bij AFC Ajax                   | Als speler bij AFC Ajax                   | Als speler bij AFC Ajax                   |
| ----------------------------------------- | ----------------------------------------- | ----------------------------------------- | ----------------------------------------- | ----------------------------------------- | ----------------------------------------- |
| 1.                                        | 16-11-2010                                | Nederland - België                        | 2 – 0                                     | Vriendschappelijk                         | 0                                         |
| 2.                                        | 30-11-2010                                | Turkije - Nederland                       | 3 – 0                                     | Vriendschappelijk                         | 0                                         |

## Carrièrestatistieken

### Beloften
| Seizoen | Club      |                    | Competitie     | Competitie | Competitie |
| Seizoen | Club      | Wed.               | Competitie     | Dlp.       |            |
| ------- | --------- | ------------------ | -------------- | ---------- | ---------- |
| 2013/14 | Jong Ajax | Vlag van Nederland | Eerste divisie | 3          | 0          |
| Totaal  | Totaal    | Totaal             | Totaal         | 3          | 0          |

Bijgewerkt t/m 10 juli 2021.